# اندرو آیکن
اندرو آیکن (انگلیسی: Andrew Aitken؛ ۲۵ سپتامبر ۱۹۰۹ – ۱۹۸۴ (۷۴−۷۵ سال)) بازیکن فوتبال اهل بریتانیا بود.
از باشگاه‌هایی که در آن بازی کرده‌است می‌توان به باشگاه فوتبال لیورپول، و باشگاه فوتبال هارتل پول یونایتد، باشگاه فوتبال لیورپول، و باشگاه فوتبال هارتل پول یونایتد اشاره کرد.